# Mona Parsons

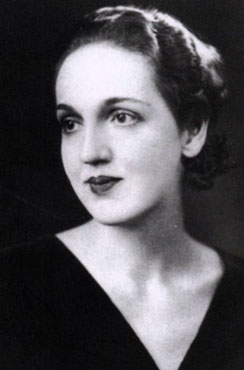
Mona Louise Parsons (1929)

Mona Louise Parsons Leonhardt Foster (* 17. Februar 1901 in Middleton; † 28. November 1976 in Wolfville) war eine kanadische Widerstandskämpferin gegen die deutsche Besatzung der Niederlande während des Zweiten Weltkriegs. Sie war die einzige kanadische Zivilistin, die von den deutschen Besatzern inhaftiert und mutmaßlich die einzige Frau, die in den Niederlanden vor ein deutsches Militärgericht gestellt wurde.

## Biographie

### Frühe Jahre
Mona Louise Parsons wurde als jüngstes von drei Kindern und einzige Tochter von Mary und Norval Parsons geboren. Ihr Vater hatte sich im Ersten Weltkrieg als kommandierender Offizier ausgezeichnet und wurde anschließend ein erfolgreicher Geschäftsmann. Als Mona zwei Jahre alt war, brannte das Geschäft ihres Vaters aus, und die Familie zog in das rund 60 Kilometer entfernte Wolfville, das wie Middleton im Annapolis Valley liegt.
In Wolfville besuchte Mona Parsons das Acadia Ladies’ Seminary, anschließend das Curry College für School of Elocution and Expression (Schule für Vortragskunst und Ausdruck) in Boston. Kurzzeitig unterrichtete sie Rhetorik am Conway Central College in Conway, Arkansas. Sie zog nach New York und trat in den Ziegfeld Follies als Tänzerin auf, was nicht ihren Zielen entsprach, eine ernsthafte Schauspielerin zu werden. 1927 erlitt ihre Mutter einen Schlaganfall, und sie kehrte nach Hause zurück, um diese zu pflegen. Nach deren Tod besuchte sie die Jersey School of Medicine, um sich als Krankenschwester ausbilden zu lassen. Sie erhielt eine Anstellung in der Privatpraxis eines Arztes in der Park Avenue, der wie sie aus Nova Scotia stammte.
Im Februar 1937 lernte Mona Parsons durch ihren Bruder den vermögenden Unternehmer Willem Leonhardt aus den Niederlanden kennen, der sein Geld mit Sanitäranlagen verdient hatte. Das Paar heiratete am 1. September 1937 im niederländischen Laren. Anschließend machten die Eheleute eine sechsmonatige Hochzeitsreise quer durch Europa. Im Jahr darauf ließen sie in Laren ein großes Anwesen bauen und nannten es Ingleside. Die Eheleute führten ein privilegiertes, luxuriöses Leben und ein offenes Haus. Willem Leonhardt war ein Onkel des Dirigenten Gustav Leonhardt.

### Zweiter Weltkrieg
Nach der Invasion der Niederlande durch die deutsche Wehrmacht im Mai 1940 schlossen sich Mona Parsons und ihr Mann einem Netzwerk des niederländischen Widerstands um den Lehrer Fred Boessenkool an und nahm abgeschossene alliierte Flieger in ihrem Haus auf. Zu Beginn der deutschen Besatzung entließen sie ihre Dienstboten, damit deren Quartiere im obersten Stockwerk des Hauses für die Unterbringung der Flieger genutzt werden konnte. Nachdem die Piloten das Haus verlassen hatten, wurden sie nach Leiden transportiert, wo Fischerboote sie zu britischen U-Booten brachten, um sie nach England zurückzubringen. Die Anzahl der alliierten Piloten, die die Leonhardts retteten, ist unbekannt.
Die beiden letzten Flieger, die sich in Ingleside versteckten, mussten im September 1941 sechs Tage bleiben, da die Widerstandsgruppe verraten worden war, und die Männer nicht fortgebracht werden konnten. Flugingenieur William „Jock“ Moir und Navigator Richard Pape wurden schließlich doch nach Leiden gebracht, wo sie aber von der Gestapo gefasst wurden. Mona Parsons wurde am 29. September 1941 von der Gestapo in ihrem Haus verhaftet, später auch Willem Leonhardt. Bei ihrem Prozess am 22. Dezember 1941 wurde sie wegen Hochverrats zum Tod durch Erschießen verurteilt. Das Urteil wurde nach einer Berufung in eine lebenslängliche Haftstrafe mit Zwangsarbeit umgewandelt, nach Angaben von Parsons von Wehrmachtbefehlshaber Friedrich Christiansen persönlich.
Am 6. März 1942 wurde Mona Parsons mit mehreren anderen Gefangenen zum Transport ins Gefängnis im deutschen Anrath, und anschließend nach Rheda-Wiedenbrück verlegt. Dort arbeitete sie in einer Rüstungsfabrik. Sie erkrankte mehrfach an Bronchitis. Am 6. Februar 1945 wurden die Häftlinge nach Vechta transportiert. Am 24. März 1945 bombardierten die Alliierten das Lager, und Parsons konnte gemeinsam mit der Niederländerin Wendelien van Boetzelaer fliehen. Bei eisigen Temperaturen und in notdürftiger Kleidung gelang es den beiden Frauen, in drei Wochen 125 Kilometer zu bewältigen, bis sie bei Rhede getrennt wurden. Während der Flucht gab sich Parsons als geistig und sprachlich behindert aus, um nicht sprechen zu müssen, während van Boetzelaer fließend Deutsch sprechen konnte. Schließlich gelangte Mona Parsons in die Niederlande, und ein Bauer brachte sie zu den alliierten Truppen. Darunter befand sich das Regiment der North Nova Scotia Highlanders aus Kanada in Vlagtwedde. Ein Soldat erwies sich als ehemaliger Kommilitone von ihr und konnte ihre Identität bestätigen, nachdem sie zunächst für eine Spionin gehalten worden war.

### Nachkriegszeit und Rückkehr nach Kanada

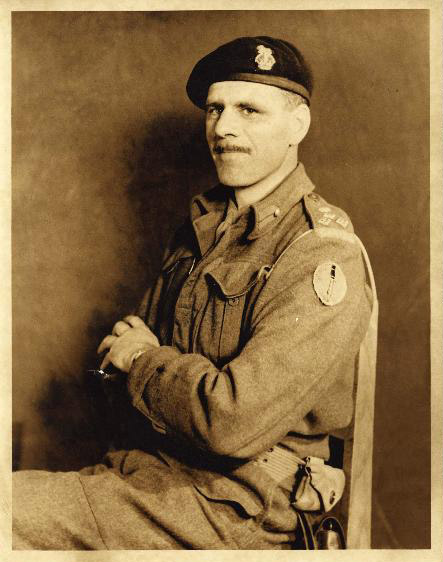
Harry Foster (1944)

Mona Parsons und ihr Mann Willem, der ebenfalls in einem Lager gefangen gehalten worden war, kamen im Juli 1945 wieder zusammen. Ingleside war während der Besatzungszeit von den Deutschen genutzt worden; ihre Trinkgläser hinterließen Ringe auf dem Klavier. Willem Leonhardt war gesundheitlich schwer angeschlagen; er erholte sich nie ganz von seiner Gefangenschaft und starb 1956. Nach seinem Tod erfuhr Parsons, dass ihr Mann sein gesamtes Vermögen anderweitig vermacht hatte, unter anderem an seinen Sohn aus erster Ehe, den sie nie kennengelernt hatte. Sie blieb praktisch mittellos zurück, bis auf einigen persönlichen Besitz wie etwa Schmuck und das Klavier. Einen Rechtsstreit, der bis 1961 ausgetragen wurde, konnte sie nicht für sich entscheiden.
Parsons kehrte im Dezember 1957 nach Nova Scotia zurück. Dort traf sie einen Jugendfreund, den pensionierten Offizier Harry Foster. Sie heirateten 1959 und lebten in Chester. Foster starb 1964; Parsons zog 1970 zurück in ihre Heimatstadt Wolfville. Bis zuletzt stand sie in Briefkontakt mit Wendelien van Boetzelaer. Sie litt an einem Emphysem, posttraumatischem Stress und erlitt mehrere kleine Schlaganfälle hintereinander. Ihre Hände waren durch die Arbeit in Rüstungsfabriken entstellt. Im Ort erzählte man sich wegen ihres eigenartigen Verhaltens – sie erzählte von ihren Kriegserlebnissen –, sie sei eine Trinkerin. Sie wurde bettlägerig und lebte zunehmend isoliert. Mona Parsons starb 1976 im Alter von 75 Jahren und wurde im Familiengrab auf dem Willowbank Cemetery in Wolfville beerdigt.

## Ehrungen und Erinnerungen
Für ihre Unterstützung und Rettung von alliierten Fliegern in den Niederlanden erhielt Mona Parsons schriftliche Belobigungen sowohl von Air Chief Marshal Lord Arthur Tedder der Royal Air Force sowie vom US-amerikanischen General Dwight D. Eisenhower.
Im Jahr 2000 veröffentlichte Andrea Hill-Lehr das Buch Mona Parsons: From Privilege to Prison. Als Studentin der Acadia University war sie auf das Thema gestoßen und entschied, ihre Dissertation über Parsons zu schreiben. 2007 produzierte Historica Canada einen 45-minütigen Dokumentarfilm über Mona Parsons. Im Mai 2017 wurde zu ihren Ehren eine Bronzestatue mit dem Titel The joy is almost too much to bear in Wolfville enthüllt.